# USS Yorktown (CV-10)
«Йорктаун» (англ. USS Yorktown (CV/CVA/CVS-10)) — американский авианосец типа «Эссекс» времён Второй мировой войны. При закладке корабль получил имя «Бон Омм Ричард» (англ. «Bon Homme Richard»), однако ещё в ходе постройки, 26 сентября 1942 года, был переименован в «Йорктаун» в честь авианосца USS Yorktown (CV-5), погибшего в июне того же года во время Битвы за Мидуэй.

## Строительство
Заложен 1 декабря 1941 года на верфи Newport News Shipbuilding. Спущен на воду 21 января 1943 года.

## Служба
Вступил в строй 15 апреля 1943 года. 24 июля 1943 года прибыл в Перл-Харбор.
Участвовал во многих сражениях на Тихоокеанском театре военных действий, получив 11 боевых звезд.
9 января 1947 года выведен в резерв.
Модернизирован по проекту SCB-27.
1 октября 1952 года переклассифицирован в CVA-10. Вновь вступил в строй 2 января 1953 года.
После модернизации по проекту SCB-125 вернулся в строй в октябре 1955 года.
1 сентября 1957 года переклассифицирован в CVS-10. Служил на Тихом океане в составе 7-го флота США.
28 декабря 1958 года оказал помощь жителям японского города Конийя, пострадавшим от сильного пожара.
10 июня 1960 года, после крушения английского судна «Шум Ли» у берегов Филиппин, при проведении спасательной операции вертолётами «Йорктауна» спасены 53 человека.
С 23 октября 1964 по 16 мая 1965 года, с 6 января 1966 по 27 июля 1966 года и с 28 декабря 1967 года по 5 июля 1968 года принимал участие в войне во Вьетнаме.
В рамках бюджета 1966 года модернизирован по программе FRAM.
27 декабря 1968 года обеспечивал посадку спускаемого аппарата совершившего полет вокруг Луны космического корабля «Аполлон-8».
Переведен на Атлантический океан в 1969 году.
27 июня 1970 года выведен из боевого состава флота.
Списан 1 июня 1973 года.
С 13 октября 1975 года открыт как корабль-музей в бухте Чарльстона (Южная Каролина). Стал главной достопримечательностью военно-морской музея Патриотс-Пойнт в городе-спутнике Чарльстона Маунт-Плезанте.
В 1986 USS Yorktown получил статус национального исторического памятника США.